# Pontische Grieken

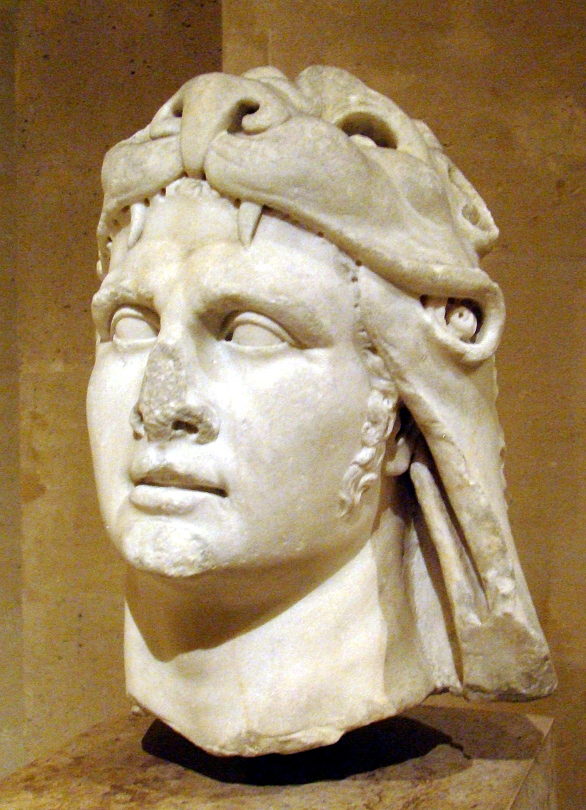
Mithridates VI van Pontus

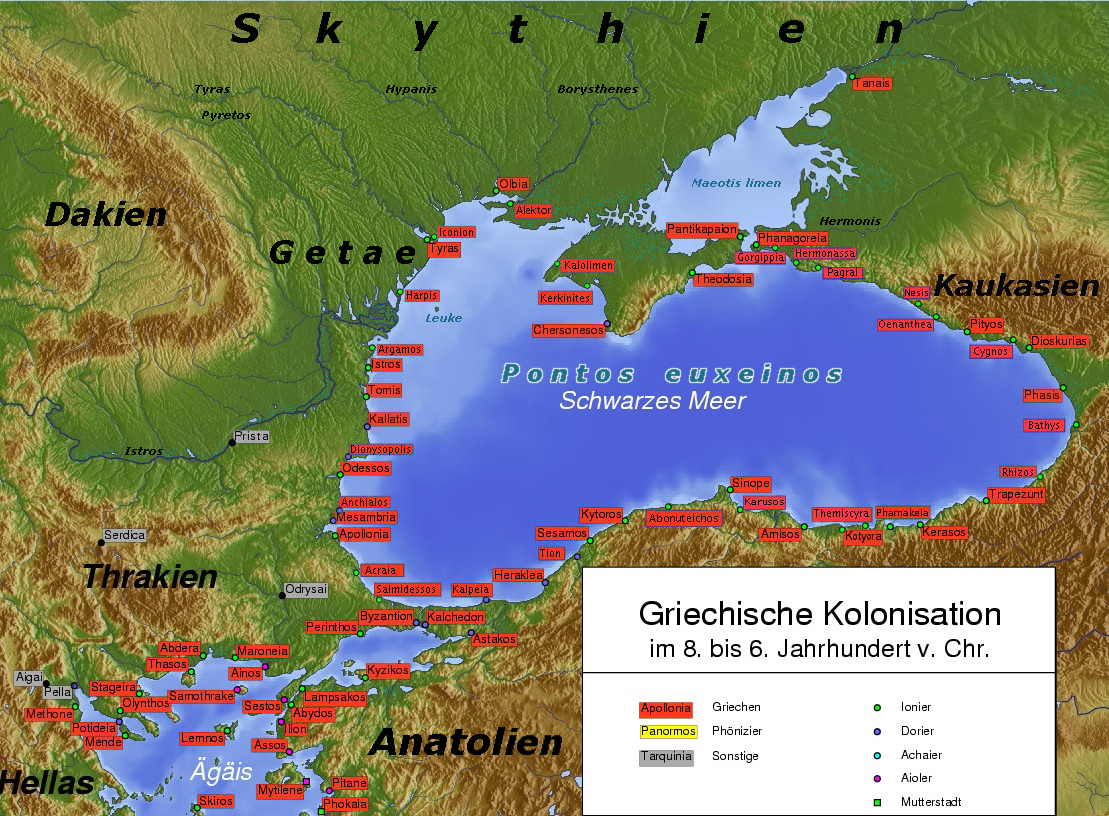
Kaart met de grotere Griekse koloniën langs de Zwarte Zee.

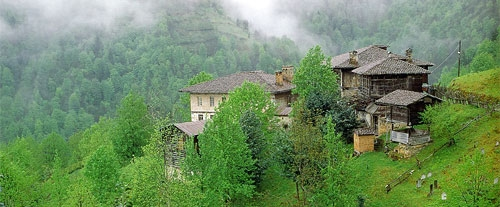
Traditioneel landelijk Pontisch huis

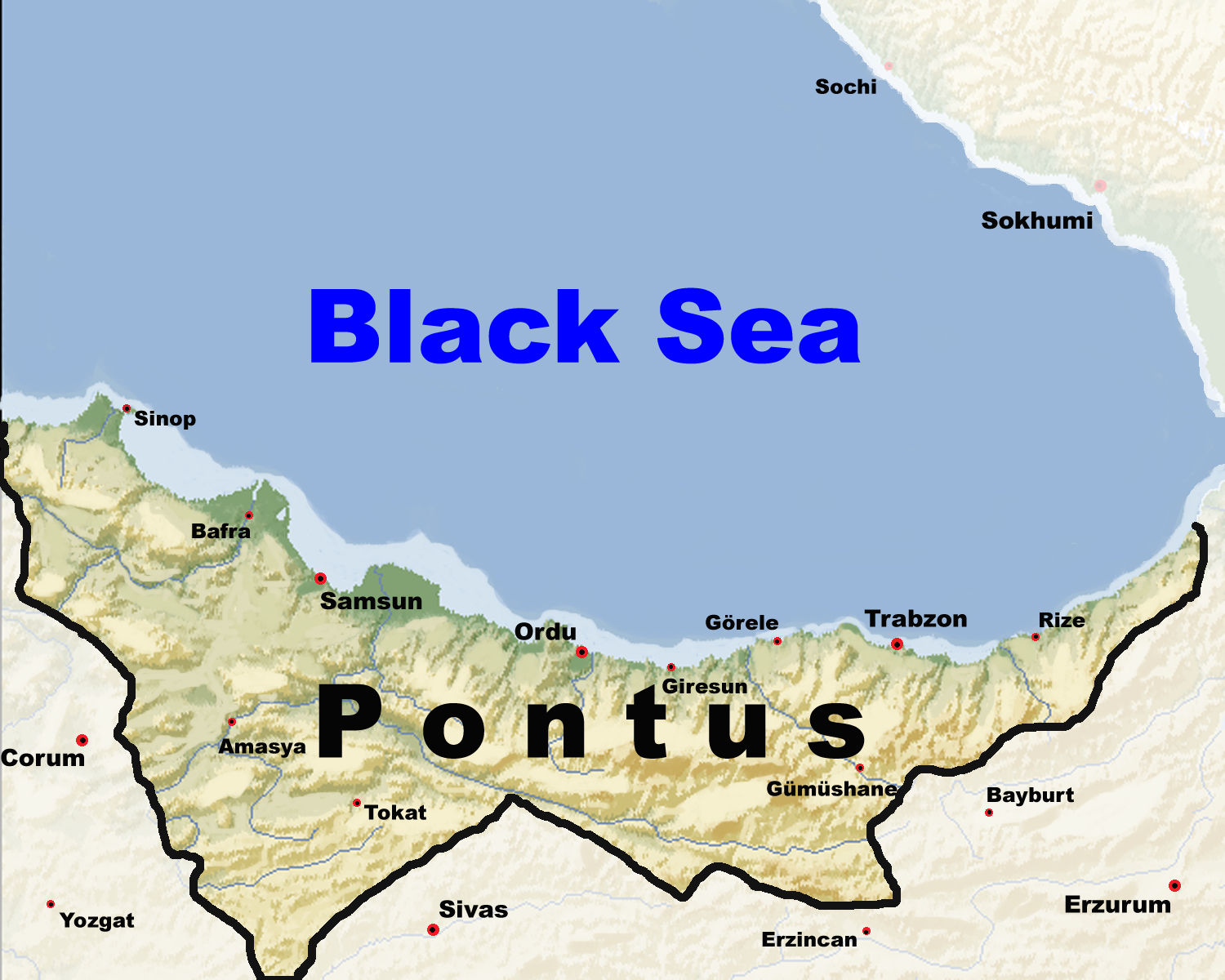
Het grondgebied van de Republiek Pontus, zoals geclaimd in de nooit ondertekende onafhankelijkheidsverklaring in Samsun

Met de Pontische Grieken worden in het algemeen alle Grieken bedoeld uit Pontus en andere gebieden langs de Zwarte Zeekust. Ze wonen hoofdzakelijk in Griekenland, Rusland, Turkije, Oekraïne (de Krim en de Donbass), Georgië en Kazachstan. Ze spreken traditioneel gezien Pontisch, een aparte variant van het Grieks. Qua religie zijn de Pontische Grieken Grieks-orthodox christelijk, protestants, of soennitisch islamitisch (vooral Pontische Grieken woonachtig in Turkije).

## Geschiedenis
Vanaf de 8e eeuw voor Christus stichtten de oude Grieken diverse steden langs de kust van de Zwarte Zee. De eerste Griekse stad die aan de noordkust van Anatolië werd gesticht was waarschijnlijk Sinope, maar binnen enkele decennia waren langs de gehele west- en zuidkust van de Zwarte Zee kleine stadjes gesticht. De kolonisten kwamen met name uit de steden van de Ionische Liga, voor een groot deel uit Milete. De afgelegen steden rond de Zwarte Zee waren voor hun economie voor een groot deel afhankelijk van de export. Uit de vruchtbare kustgebieden haalden zij vruchten en noten. Ook werden uit het Pontisch Gebergte grote hoeveelheden zilver gewonnen.

### Ponten in de oudheid
De Ponten werden al in de oudheid beschreven als een eigenzinnig volk, dat karaktertrekjes had overgenomen van 'barbaarse' naburige volkeren, zoals de Amazones en de volkeren uit de Kaukasus. Een van de bekendste beschrijvingen komt uit Xenofon's Anabasis, wat verhaald over zijn tocht met 10.000 man tegen de Perzen waarna zij verheugd zijn Griekse steden tegen te komen aan de noordkust van Anatolië op hun terugtocht. Vanaf de 5e of de 4e eeuw voor Christus was een van de Pontische steden zo gegroeid dat het zijn eigen koloniën ging stichten. Vanuit Trapezus (Trebizonde) werden diverse dorpjes en stadjes gesticht in het achterland, en ontwikkelde zich een bruisende Griekse cultuur, verder landinwaarts dan op andere plekken langs de Zwarte Zee. Pas in 281 voor Christus werd de Pontis verenigd als een koninkrijk. De Perzische Mithridates I van Pontus wist vanuit Sinope een groot deel van het centrale deel van de Anatolische noordkust te veroveren. Hij stichtte het Koninkrijk Pontus en maakte van Amasaia zijn hoofdstad. Mithridates VI voegde vrijwel geheel Anatolië aan het rijk toe en wist buurstaten als Armenië, Colchis en Taurica (de Krim) in te lijven. De Pontische Grieken vormden zo na de Carthagers de eerste grote bedreiging van het het Romeinse Rijk; de Anatolische provinciën waren namelijk het dichtstbevolkt en welvarendst van het rijk. Mithridates joeg de Griekse bevolking van Anatolië op en tienduizenden Latijnen werden vermoord in de 'Aziatische Vespers'. In 47 voor Chr. kwamen de Ponten onder Romeins bestuur, na de slag bij Zela.
Net als naburige volkeren in Anatolië (zoals de Armeniërs) bekeerden veel Pontische Grieken zich al zeer vroeg tot het christendom. De eerste Pontische kloosters verschenen in de 3e eeuw ten zuiden van Trapezus, zoals het Vazelonklooster in 270. Deze kloostergemeenschappen groeiden snel uit tot machtige politieke instituten door inkomsten te verwerven uit de pacht van vruchtbare weidegrond. Onder Byzantijns bestuur bleef de politieke functie van de kloosters aanwezig, maar werden ook diverse hogescholen gesticht, waaronder ook een pandidakterion in Trapezus. Hierdoor kon de Pontische gemeenschap relatief ontwikkeld blijven, ondanks de grote afstand tot Constantinopel en de aanwezigheid van grote aantallen niet-Griekse volkeren. Dit in tegenstelling tot Europa, waar kloostergemeenschappen het onderwijs vrijwel volledig over namen.

### Onder het keizerrijk Trebizonde
De laatste keer dat de Pontische Grieken onder volledig zelfbestuur stonden was onder het keizerrijk dat werd gesticht vanuit Trebizonde door twee kleinzonen van de Byzantijnse keizer Andronikos I Komnenos. David Megas Komnenos en Alexios I Megas Komnenos lieten de kloosters sluiten om de macht volledig te centraliseren in Trebizonde. De priesters werden teruggeroepen naar Trebizonde om dienst te doen in een van de nieuwe kerken die de stad de uitstraling zouden moeten geven van een nieuw Constantinopel. Zo verzekerde de keizerlijke familie de loyaliteit van de onderdanen via de kerk. De ontwikkelingen die de Pontische Grieken doormaakten in de wetenschap en schilderkunst zijn een belangrijk onderdeel van de Byzantijnse Renaissance. Geleerde Ponten reisden in de laatste decennia van het Keizerrijk Trebizonde naar Noord-Italië, waar zij een bijdrage leverden aan de Italiaanse Renaissance zoals Basilios Bessarion.

### Ottomaanse overheersing
Hoewel de belangrijkste kerkgebouwen direct na de Turkse overname werden omgevormd tot moskee (namelijk die binnen de stadsmuren), verkregen de Pontische Grieken wel direct gerechtelijke bescherming, omdat hun leider zich vrijwillig had overgegeven. In eerste instantie vlucht een deel van de landelijke Griekse bevolking uit de valleien naar de moeilijk begaanbare weidegrond hoger in het Pontisch Gebergte. Nog tot de 18e eeuw maakten de Ottomaanse geschriften melding van Griekse bergbewoners die belasting ontduiken op afgelegen plaatsen ten zuiden van Trabzon. Diverse Griekstalige gemeenschappen in de regio die zich al millennia bezighielden met het delven van metalen werden door de sultan echter vrijgesteld van belastingen en religieuze wetgeving. Vanwege het staatsbelang bij de winning van grondstoffen konden mensen uit deze gemeenschappen in het Pontisch Gebergte een individualistisch leven leiden dat anders enkel mogelijk was voor Levantijnen, zonder angst om vervolgd te worden door de eigen Millet. Dit leidde ertoe dat deze groepen na de acceptatie van de islam toch veel christelijke tradities konden behouden; veel van hen bezochten op vrijdag de moskee en op zondag de kerk. Door zowel christenen als moslims werden zij niet erkend als volwaardige geloofsgenoten. Voor rijke families uit de havensteden was conversie tevens aantrekkelijk, omdat zij dan geen belasting meer hoefden te betalen over hun handel. Aan het eind van de 17e eeuw werd de Griekse hogeschool in Trebizonde heropend, enkele decennia later werden verspreid over de Pontus de eerste scholen gebouwd, die in het modern Grieks onderwezen. Aan het begin van de 19e eeuw stonden er in de Pontus meer dan 1000 scholen, en ook de Griekse moslims hadden hun eigen scholen waar werd onderwezen in meerdere talen schriftsystemen. Zeker tot in de 18e eeuw bleef het Pontisch een lingua franca in het gebied.
Vanaf de 18e eeuw werd de belangrijkste Pontische stad, Trebizonde, een prominente overslagplaats in de internationale handel tussen Azië en Europa. Veel Pontische Grieken verdienden aan de handel, en bouwden in het centrum van Trabzon grote panden van vulkanisch gesteente voor hun banken en handelshuizen. In de bergen rond de steden verschenen vakantieoorden en riante houten woningen. Het openen van het Suezkanaal in 1869 stort de economie van de regio in een crisis, en door de oorlogen met Rusland neemt de spanning in de stad enorm toe. Tienduizenden islamitische vluchtelingen uit de Kaukasus arriveren per boot en te voet, en de meeste westerse handelaren en diplomaten verlaten de Europese wijken in de Pontus en de Kaukasus.

### Opstand en vertrek
Toen het Russische leger in 1915 vanuit de Kaukasus oprukte zagen sommige Christelijke Pontische Grieken dit als hun kans om weer zelfstandigheid te verkrijgen. In Bafra, nabij Samsun en in Santa, in de bergen ten zuiden van Trabzon, ontstonden kleine Pontische verzetsbewegingen. Ook in Trabzon werden demonstraties gehouden en in Samsun werd zelfs een onafhankelijkheidsverklaring opgezet. Het leidde echter niet tot de gezochte Russische steun. Het percentage Grieks-orthodoxen in de Pontus lag aan het begin van de 20e eeuw maar tussen 25 en 30 procent. Uiteindelijk zagen de meeste Pontische Grieken in dat gewapende strijd voor hen geen uitkomst zou bieden. Deportatie door de Turkse overheid en massamoorden eisten duizenden levens. In 1917 trokken de Russen hun legers uit Anatolië en de Kaukasus terug en kozen vele tienduizenden Pontische Grieken ervoor om de oorlog niet af te wachten. Al voor het einde van de Grieks-Turkse Oorlog in 1922 had een groot deel van de Grieks-orthodoxen de Pontus verlaten en in januari 1923 kregen de achtergeblevenen in Trabzon bevel zich in te schepen naar Griekenland.
Na 1924 waren van de meer dan 350.000 Pontische Grieken nog maar enkele tienduizenden overgebleven in de provincies Samsun, Ordu, Giresun, Trabzon, Rize en Kars. De overgebleven Grieken in de Pontus worden vaak omschreven (of 'beschuldigd') als zijnde crypto-christenen. In werkelijkheid was deze groep zeer klein en omvatte hij voornamelijk Grieken en Lazen uit voormalige mijnwerkersgemeenschappen die tussen de Sovjet-Unie en Turkije reisden; hiervoor maakten zij soms gebruik van een dubbele identiteit. De meeste Pontische Grieken in Turkije komen echter uit de oostelijke rurale districten van de provincie Trabzon, een regio die in de 17e eeuw vrijwillig over is gegaan op de islam, maar niet tot de mijngemeenschappen behoort. In tegenstelling tot wat sommigen beweren werden de Pontische Grieken tijdens de Turkse onafhankelijkheidsoorlog niet gedwongen over te gaan tot de islam; vele Ponten hebben juist tevergeefs geprobeerd zich als moslim te laten registreren om zo de bevolkingsuitwisseling te ontlopen.

### Diaspora
Het grootste deel van de Pontische Grieken kwam terecht in Grieks Macedonië en West-Thracië, waar zij zich vestigden in Thessaloniki of andere nieuwe, kleine gemeenschappen. Zij ervoeren vele problemen met de integratie in de Griekse maatschappij. Het Pontisch werd niet erkend als een officiële taal en omdat er ook veel Turkse en enkele Perzische woorden in voorkomen zagen sommige Grieken het als een minderwaardige of gevaarlijke taal. In feite benaderde het Pontisch het Oudgrieks meer dan het Nieuwgrieks dat deed en was het dus juist bruikbaarder in de studie van klassieke talen en culturen. Hoge werkloosheid en soms discriminatie leidde ertoe dat een groot aantal Ponten Griekenland verliet en zich vestigde in Duitsland en de Verenigde Staten. Ook in Nederland zijn er enkele honderden tot een paar duizend Pontische Grieken.
Vele duizenden, met name socialistisch ingestelde jongeren, kozen er in de jaren 1920 voor om naar de nieuwe Sovjet-Unie te vertrekken. Omdat een deel van de Pontische Grieken tijdens de Tweede Wereldoorlog de kant koos van de nazi's liet Jozef Stalin de totale Pontische bevolking in de Krim en de Kaukasus in 1949 deporteren naar Centraal-Azië . Door deze gedwongen migratie van ruim 100.000 mensen zijn er in landen als Kazachstan en Kirgizië nog altijd kleine Pontische gemeenschappen aanwezig. Enkele tienduizenden van de Pontische Grieken uit de noordkust van de Zwarte Zee en Centraal-Azië zijn in de afgelopen decennia verhuisd naar Griekenland, maar ook in de Krim en enkele steden rond de Zwarte Zee is nog altijd een kleine Pontisch Griekse gemeenschap aanwezig, de grootste daarvan in Marioepol aan de Zee van Azov in het uiterste zuidoosten van Oekraïne.

## Historische verspreiding
Onder de steden waarin deze Pontische Grieken zich vestigden vallen:
In de Krim en de noordkust van de Zee van Azov:
- Chersonesos
- Kerkinitida
- Panticapaeum
- Soughdaia
- Tanais
- Theodosia

Op het schiereiland Taman, in kraj Krasnodar en de kust van Colchis:
- Batis
- Dioscurias (later Sebastopolis)
- Fanagoria
- Hermonassa
- Gorgippia
- Heraclea Pontica
- Phasis
- Pitsoenda

Aan de noordelijke kust van Anatolië:
- Argyròpolis
- Amasya
- Amisos
- Aphene
- Kabeira/Neokaisareia
- Kissa
- Kotiora
- Kromna
- Oinaion
- Ophis
- Polemonion
- Sinope
- Themiscyra
- Trebizonde
- Rizounta

Aan de zuidwestelijke kust van Oekraïne en de oostelijke Balkan:
- Antiphilos
- Apollonia
- Germonakris
- Mesembria
- Nikonis
- Odessos
- Olbia
- Tyras

## Koninkrijken van de Pontische Grieken
Tot de koninkrijken die werden gesticht of bestuurd door Pontische Grieken behoren onder andere:
- Pontus
- Bithynia
- Koninkrijk Bosporus.